# Altersteilzeit
Altersteilzeit ist in Deutschland und Österreich eine Möglichkeit, über eine Reduzierung der Arbeitszeit (Teilzeit- oder Blockmodell) oder eine vorzeitige Beendigung der aktiven Tätigkeit den Übergang in den Ruhestand vorzubereiten. Sofern durch die Altersteilzeit älterer Arbeitnehmer neue Arbeitsplätze für jüngere Arbeitnehmer geschaffen werden, wird die Altersteilzeit von den jeweiligen Arbeitsmarktverwaltungen finanziell unterstützt, in Deutschland werden jedoch nur noch solche Arbeitnehmer gefördert, die ihre Arbeitszeit vor dem Jahr 2010 vermindert haben.

## Grundlagen
Mit den gesetzlichen Regelungen zur Altersteilzeit strebt der Gesetzgeber an, älteren Mitarbeitern einen gleitenden und frühzeitigen Übergang in den Ruhestand zu ermöglichen und gleichzeitig Anreize zu schaffen, die freiwerdenden Arbeitsplätze neu zu besetzen. In der Praxis wird die Altersteilzeit aber auch zur Reduzierung von Arbeitsplätzen genutzt.

Es gibt zwei Varianten der Altersteilzeit:
- Bei der kontinuierlichen Altersteilzeit (auch Gleichverteilungsmodell genannt) reduziert der Mitarbeiter über den ganzen Zeitraum der Altersteilzeit seine Arbeitszeit auf die Hälfte seiner ursprünglichen Arbeitszeit.
- Die neuere und heute fast ausschließlich genutzte Form der Altersteilzeit ist das Blockmodell. Hierbei wird die Altersteilzeit in zwei gleich lange Beschäftigungsphasen unterteilt. In der ersten, sogenannten Arbeitsphase bleibt die wöchentliche Arbeitszeit ungekürzt. In der zweiten Phase, der Freistellungsphase, wird der Arbeitnehmer von seiner Arbeitsleistung freigestellt. Über die Gesamtdauer ergibt sich also auch hier eine Reduzierung der Arbeitszeit.

Grundsätzlich handelt es sich bei der Altersteilzeit um eine Teilzeitbeschäftigung. Unterschiede zur normalen Teilzeitarbeit ergeben sich insbesondere aus den Anspruchsvoraussetzungen für die Förderung der Altersteilzeit, aber auch hinsichtlich der Bewertung der Rückstellungen.

## Rechtliche Ausgestaltung in Deutschland

### Geschichte
Die Altersteilzeit wurde in der Bundesrepublik Deutschland durch das Altersteilzeitgesetz (AltTZG) geregelt, das am 1. Januar 1989 in Kraft und an die Stelle der Vorruhestandsregelung trat und ab 1990 auch für die neuen Bundesländer galt. Das Altersteilzeitgesetz ist ein Arbeitsmarktförderungsgesetz. Die damalige Bundesanstalt für Arbeit (BA) schätzte 1997 die Einsparungen bis 2003 durch die Einführung des Altersteilzeitgesetzes auf 2,1 Milliarden DM und die gesetzlichen Rentenversicherungen mit Einsparungen von 17 Milliarden DM.
Die Neuregelung betraf Beschäftigte, sofern die Arbeitsvertragsparteien dies vereinbart haben, ab dem 55. Lebensjahr, die ihre Arbeitszeit bei 70 % ihrer bisherigen Nettobezüge halbierten, mindestens jedoch 18 Wochenstunden. Der Arbeitgeber zahlte 50 % des bisherigen Bruttoentgelts, der Restbetrag wurde von der Bundesanstalt für Arbeit beigetragen, allerdings nur unter der Voraussetzung, dass durch den Altersteilzeiter frei werdende Arbeitsstelle durch einen Arbeitslosen oder Berufsanfänger besetzt wurde. Außerdem hat die Bundesanstalt für Arbeit den Rentenbeitrag des Altersteilzeiters auf 90 % des Vollzeitentgelts aufgestockt. Die Ausgestaltung der Alterszeit war freigestellt, die Arbeitszeit musste aber innerhalb eines Jahres halbiert werden. Durch einen Tarifvertrag konnte die halbe Arbeitszeit auch über einen Zeitraum von bis zu fünf Jahren beliebig verteilt werden.
Schon vor Inkrafttreten des Gesetzes wurde Anfang 1996 in der Chemieindustrie ein Tarifvertrag zur Altersteilzeit abgeschlossen, in dem das Entgelt für Alterszeit von Seiten der Arbeitgeber von 70 % auf 85 % des letzten Nettoentgelts aufgestockt wurde. Den Beschäftigten wurde dabei freigestellt, ob sie fünf Jahre Teilzeit oder 2 ½ Jahre in Vollzeit arbeiten und mit 57,5 Lebensjahren ausschieden. Bis zum März 1997 machten rund 3.600 Arbeitnehmer der Chemieindustrie von der Regelung Gebrauch. Im Juni 1997 wurde bei dem Volkswagen-Konzern tarifvertraglich eine Aufstockung der Altersteilzeitbezüge auf 85 % des letzten Nettoentgelts vereinbart, wobei die Beschäftigten 2 ½ Jahre Vollzeit arbeiteten und mit 57,5 Jahren in den Vorruhestand traten.

### Letzter Stand der Altersteilzeitregelung
Finanziell gefördert wird die Altersteilzeit weiterhin von der Agentur für Arbeit, falls sie spätestens am 31. Dezember 2009 angetreten wurde und der Arbeitnehmer zu diesem Zeitpunkt das 55. Lebensjahr vollendet hatte. Im Rahmen des Altersteilzeitvertrages werden durch den Arbeitgeber insbesondere das Regelarbeitsentgelt und die Rentenversicherungsbeiträge aufgestockt.
Wird das Regelarbeitsentgelt für die Altersteilzeit um mindestens 20 % des Regelarbeitsentgelts aufgestockt (also auf mindestens 60 % des Entgeltes vor der Altersteilzeit), wird dem Arbeitgeber dieser Betrag von der Bundesagentur erstattet (§ 3 Abs. 1 Nr. 1 lit. a; § 4 AltTZG)
```
Beispiel: Vollzeitentgelt = 1500 €
Teilzeitentgelt 50 % von 1500 € = 750 €
Aufstockungsbetrag 20 % von 750 € = 150 €
Bruttoteilzeitentgelt = 900 €
```

Der Aufstockungsbetrag ist für den Beschäftigten nach § 3 Nr. 28 EStG steuerfrei, er unterliegt jedoch dem Progressionsvorbehalt. Der Arbeitnehmer zahlt nur für 50 % des bisherigen Vollzeiteinkommens die Lohnsteuer. Erst bei der Einkommensteuerveranlagung wird durch den Progressionsvorbehalt eine Steuernachzahlung fällig, da der Durchschnittssteuersatz des 60-prozentigen Einkommens (50 % + 20 % von 50 %) auf das 50-prozentige Einkommen angewandt wird. Tarifvertraglich sind häufig höhere Aufstockungsbeträge vorgesehen. 
Für das Entgelt, das der Arbeitnehmer für seine Altersteilzeitarbeit erhält, fallen die üblichen Sozialabgaben an. Darüber hinaus zahlt der Arbeitgeber (alleine) zusätzliche Beiträge für die Rentenversicherung auf der Basis von 80 % des Regelarbeitsentgelts für die Altersteilzeitarbeit, insgesamt jedoch für höchstens 90 % der Beitragsbemessungsgrenze.
Beispiel
Vollzeitentgelt = 1500,00 €
Teilzeitentgelt (Regelarbeitsentgelt für die Altersteilzeitarbeit) 50 % von 1500 € = 750,00 €
Rentenversicherungsbeitrag hierauf 19,9 % von 750 € = 149,25 €
zusätzlicher Rentenversicherungsbeitrag (nur Arbeitgeber) 19,9 % von 80 % von 750 € = 119,40 €
gesamter Rentenversicherungsbeitrag 268,65 €
das entspricht in Bezug auf das ursprüngliche Vollzeitentgelt 19,9 % von 90 % von 1500 € = 268,65 €
Wie man dem Beispiel entnehmen kann, bedeutet die Aufstockung um 80 % des Regelarbeitsentgeltes für die Altersteilzeitarbeit, dass insgesamt für 90 % des ursprünglichen Vollzeitentgeltes Rentenversicherungsbeiträge gezahlt werden. Der Aufstockungsbetrag bleibt bei der Beitragsberechnung zur sonstigen Sozialversicherung unberücksichtigt. Maßgebend für die Berechnung der Beiträge zu Kranken-, Pflege- und Arbeitslosenversicherung ist nur das Regelarbeitsentgelt.

### Auswirkungen in der gesetzlichen Rentenversicherung
In der gesetzlichen Rentenversicherung gelten für einen Übergangszeitraum noch spezielle Altersgrenzen nach Altersteilzeit. Für Jahrgänge bis 1951 (einschließlich) gibt es weiterhin die „Altersrente wegen Arbeitslosigkeit“ oder Altersteilzeit. Der früheste Bezug einer Sozialversicherungsrente ist damit möglich:
- für den Jahrgang 1945 im Alter von 60 Jahren
- für die Jahrgänge 1946 bis 1948 monatsweise ansteigend im Alter von 60, 61, 62 oder 63 Jahren
- für die Jahrgänge 1949 bis 1951 im Alter von 63 Jahren.

Eine abschlagsfreie Rente ist in all diesen Fällen erst ab einem Alter von 65 Jahren möglich. Für jeden Monat, um den die gesetzliche Rente vor Vollendung des 65. Lebensjahres bezogen wird, wird sie für die gesamte Dauer der Zahlung um 0,3 % pro Monat des vorzeitigen Bezugs gekürzt. Daneben – für alle anderen Jahrgänge ausschließlich – kommen noch die sonstigen Altersrenten aus der gesetzlichen Rentenversicherung in Frage, nämlich die Altersrente für langjährig Versicherte, die Altersrente für Schwerbehinderte und die Altersrente für Frauen (ebenfalls nur noch für Jahrgänge bis 1951) mit unterschiedlichen Zugangsaltern und Abschlägen. Für die aus den Abschlägen resultierenden Einbußen des Arbeitnehmers gewähren manche Arbeitgeber zusätzlich zu den sonstigen Leistungen noch Abfindungszahlungen.

### Insolvenzsicherung
Erfolgt die Altersteilzeit im Blockmodell, so erbringt der Arbeitnehmer seine Arbeitsleistung in der Arbeitsphase voll, erhält aber während dieser Zeit nur das Teilzeitentgelt zuzüglich der Aufstockungsbeträge. Somit besteht ein Erfüllungsrückstand seitens des Arbeitgebers. Die Höhe dieses Erfüllungsrückstandes, das sogenannte Wertguthaben, wird im Falle der Insolvenz des Arbeitgebers nicht bevorrechtigt behandelt und kann daher zu einem großen Teil verloren gehen. Daher besteht der Bedarf, das Wertguthaben gegen die Insolvenz des Arbeitgebers zu sichern.
Bis zum 30. Juni 2004 war die rechtliche Grundlage für die Insolvenzsicherung der § 7d SGB IV. Seit dem 1. Juli 2004 sind durch die Neuerungen des Dritten Gesetzes für moderne Dienstleistungen am Arbeitsmarkt (Hartz III) die Anforderungen an eine Insolvenzsicherung in § 8a Altersteilzeitgesetz (AltTZG) konkretisiert worden. Danach ist der Arbeitgeber verpflichtet, die Insolvenzsicherung in geeigneter Weise durchzuführen; Konzernbürgschaften sind dafür nicht geeignet (§ 7e Abs. 3 SGB IV).

### Förderung der Altersteilzeit
Voraussetzung für die Förderung der Altersteilzeit ist zum einen die Aufstockung des Regelarbeitsentgeltes für die Altersteilzeit und der Rentenversicherungsbeiträge (s. o.). Zum anderen muss anlässlich des Übergangs in die Altersteilzeit ein arbeitslos gemeldeter Arbeitnehmer oder ein Ausgebildeter versicherungspflichtig beschäftigt werden. (AtG-DA § 3.1.7 Abs. 2) Kleinunternehmen mit bis zu 50 Beschäftigten haben die Möglichkeit, anstelle des arbeitslos gemeldeten Arbeitnehmers oder des Ausgebildeten einen Auszubildenden einzustellen (AtG-DA § 3.1.7 Abs. 9).
Sind die Voraussetzungen erfüllt, so erstattet die Bundesagentur für Arbeit dem Arbeitgeber die Aufstockungszahlungen in Höhe von 20 % des für die Altersteilzeit gezahlten Regelarbeitsentgeltes und die zusätzlich gezahlten Rentenversicherungsbeiträge. Der Förderungszeitraum beträgt höchstens 6 Jahre, auch wenn der einzelne Altersteilzeitvertrag über einen längeren Zeitraum abgeschlossen wurde. Beim Blockmodell erfolgt die Erstattung nur während der Freistellungsphase, dann aber in der doppelten Höhe.
Die Förderung der Altersteilzeit erfolgt letztmals für einen Antritt der Altersteilzeit im Dezember 2009. Eine Alternative für spätere Jahrgänge stellen die Zeitwertkonten dar.
In der Metall- und Elektroindustrie haben die Tarifvertragsparteien IG Metall und Gesamtmetall regionale Tarifverträge zum flexiblen Übergang in die Rente über die gesetzlichen Regelungen abgeschlossen. Ziel war, die in unterschiedlichen Tarifverträgen geregelten Bestimmungen in einem einzigen Tarifwerk zusammenzufassen. Die Altersteilzeit wird auch ohne Förderung der Bundesanstalt für Arbeit fortgeführt, die Beschäftigten bringen 0,4 % der Entgelterhöhung 2009 zur Finanzierung ein.

### Bilanzierung der Altersteilzeitverpflichtungen
Der Grundsatz, dass während des laufenden Arbeitsverhältnisses die Arbeitsleistung des Arbeitnehmers zu der Entgeltleistung des Arbeitgebers äquivalent ist (Äquivalenzprinzip) und dass daher eine Bilanzberührung unterbleibt, gilt im Falle der Altersteilzeit nicht.
- Der Erfüllungsrückstand im Blockmodell stellt eine Verpflichtung des Arbeitgebers dar. Der Arbeitnehmer hat bereits eine Arbeitsleistung erbracht, für die er noch kein Entgelt erhalten hat. Für das zu zahlende Entgelt in der Freistellungsphase ist eine Rückstellung während der Arbeitsphase zu bilden und zeitanteilig bis zum Erreichen der Freistellungsphase aufzustocken.
- Handelsrechtlich sind die zu zahlenden Aufstockungsbeträge mit Abschluss der Altersteilzeitverpflichtung in voller Höhe zurückzustellen. Steuerrechtlich sind diese wie der Erfüllungsrückstand ratierlich anzusammeln.
- Steuerlich sind Erstattungsansprüche gegenüber der Arbeitsagentur, soweit sie wahrscheinlich sind, der Rückstellung gegenzurechnen.
- Gegebenenfalls zugesagte Abfindungszahlungen für die Einbußen in der gesetzlichen Rentenversicherung werden ebenfalls ohne Gegenleistung erbracht, so dass die entsprechende Verpflichtung in voller Höhe in der Bilanz auszuweisen ist.
- Nach dem HGB – in Anwendung der Regelungen des Bilanzrechtsmodernisierungsgesetzes (BilMoG) – ist Deckungsvermögen (beispielsweise Vermögen in einem Treuhandmodell), das zur Insolvenzsicherung des Wertguthabens gebildet wurde, mit der Rückstellung zu saldieren. Genauer gesagt mit den Wertguthaben, welche die Arbeitnehmer erwirtschaftet haben. Sofern das Deckungsvermögen das Wertguthaben übersteigt, ist es als aktiver Unterschiedsbetrag aus der Vermögensverrechnung auszuweisen. Dasselbe gilt für Aufwendungen und Erträge aus der Abzinsung der Altersteilzeitrückstellung und aus dem zu verrechnenden Vermögen (§ 246 Abs. 2 Satz 2 HGB).

Das Institut der Wirtschaftsprüfer hat eine Verlautbarung zur Bilanzierung von Altersteilzeitverhältnissen veröffentlicht (IDW RS HFA 3). Das Bundesfinanzministerium hat zur Thematik ebenfalls Stellung genommen.

### Ordnungswidrigkeiten
In § 14 AltTZG sind die bußgeldbewehrten Verletzungen aufgeführt.

## Tarifregelung in der deutschen Metall- und Elektroindustrie
Auf der Grundlage des Altersteilzeitgesetzes sind in zahlreichen Branchen Tarifverträge zur Altersteilzeit vereinbart worden. In der Metall- und Elektroindustrie haben seit 1997 die IG Metall und die regionalen Arbeitgeberverbände Tarifverträge zur Altersteilzeit vereinbart. Die aktuellen Fassungen dieser Tarifverträge wurden 2015 unter dem Namen „Tarifvertrag zum flexiblen Übergang in die Rente (TV FlexÜ)“ vereinbart. Abgesehen von einigen Details sind in allen regionalen Tarifgebieten identische Tarifverträge dazu gültig.
Die wichtigsten Eckpunkte sind:
- Beschäftigte, die das 58. Lebensjahr vollendet haben und fünf Jahre im Betrieb sozialversicherungspflichtig beschäftigt waren, können mit dem Arbeitgeber ein Altersteilzeitarbeitsverhältnis vereinbaren;
- Die Arbeitszeit während der Altersteilzeit beträgt die Hälfte der vorherigen Arbeitszeit, in der Regel 17,5 Stunden anstelle von 35 Stunden pro Woche;
- Es ist sowohl eine unverblockte als auch eine verblockte Altersteilzeit möglich. Bei der unverblockten Variante wird über die gesamte Dauer der Altersteilzeit (in der Regel 5 Jahre) die Hälfte der bisherigen Arbeitszeit gearbeitet. Beim Blockmodell wird in der ersten Hälfte (Arbeitsphase) voll weitergearbeitet und in der zweiten Hälfte die Arbeitszeit auf null reduziert (Freistellungsphase). In der betrieblichen Praxis wird zu über 90 % das Blockmodell gewählt;
- Aufstockung des 50-prozentigen Altersteilzeitentgeltes von 50 % um weitere ca. 37 %, so dass während der Altersteilzeit ein Gesamtentgelt von ca. 87 Prozent des bisherigen Nettoentgeltes erzielt wird. Bei einem Entgelt von 3.500 € brutto bzw. ca. 2.528 netto wird beispielsweise ein Gesamtentgelt bei Altersteilzeit von ca. 2117 € erzielt;
- Aufstockung der Rentenbeiträge auf 90 %;
- Auf der Grundlage des Altersteilzeitgesetzes und des Tarifvertrages können freiwillige Betriebsvereinbarungen zwischen Arbeitgeber und Betriebsrat abgeschlossen werden;
- Kommt keine Betriebsvereinbarung zustande, wird das sog. Anspruchsmodell des Tarifvertrages angewendet. Danach haben insgesamt 4 % der Beschäftigten eines Betriebes Anspruch auf einen Altersteilzeitvertrag. Dabei werden besonders belastete Beschäftigtengruppen (Z.B. Drei-Schicht-Beschäftigte) bevorzugt behandelt.

Vor dem Hintergrund der schrittweisen Erhöhung des Rentenalters auf 67 Jahre hat sich in vielen Betrieben die Altersteilzeit zum dominierenden Modell entwickelt, wie Beschäftigte aus dem Betrieb ausscheiden. Bei Erreichung des Stufenplans zur Rente mit 67 ab dem Jahrgang 1964 wird eine ungeminderte Altersrente gezahlt. Es besteht jedoch die Möglichkeit, bereits mit 63 Jahren in Rente zu gehen, wobei für jeden vorgezogenen Monat Rentenabschläge von 0,3 % veranschlagt werden. Beim Ausscheiden mit dem 63. Lebensjahr sind dies 14,4 %. Damit besteht die Möglichkeit, wahlweise Altersteilzeit mit einem vorgezogenen Renteneintritt zu kombinieren. Werden Rentenabschläge von 14,4 % in Kauf genommen, können Beschäftigte mit 60,5 Jahren in die Freistellungsphase der Altersteilzeit wechseln.
Möglichkeit für 5-jährige Altersteilzeit und Rentenabschläge
| Beginn Arbeitsphase | Ende Arbeitsphase | Ende Freistellungs-phase | Rentenabschläge bei Rente ab 63 Jahren  | Rentenabschläge bei Rente ab 63 Jahren   |
|                     |                   |                          | Jahrgang 1958*                          | Jahrgang 1964**                          |
| 58 J.               | 60,5 J.           | 63 J.                    | 10, 8 %                                 | 14,4 %                                   |
| 59 J.               | 61,5 J.           | 64 J.                    | 7,2 %                                   | 10,8 %                                   |
| 60 J.               | 62,5 J.           | 65 J.                    | 3,6 %                                   | 7,2 %                                    |
| 61 J.               | 63,5 J.           | 66 J.                    | 0,0 %                                   | 3,6 %                                    |
| 62 J.               | 64,5 J.           | 67 J.                    | —                                       | 0,0 %                                    |
|                     |                   |                          | * ungeminderte Altersrente ab 66 Jahren | ** ungeminderte Altersrente ab 67 Jahren |

## Rechtliche Ausgestaltung in Österreich
In Österreich wird die Altersteilzeit durch das Arbeitslosenversicherungsgesetz (§ 27) geregelt. Zuständig für die Auszahlung der Förderung ist das Arbeitsmarktservice. Eingeführt wurde die Altersteilzeit im Rahmen eines „Paktes für ältere Arbeitnehmer“ mit 1. Jänner 2000, im Jahr 2004 wurden die Zugangs- und Förderungsbedingungen wesentlich verschärft, unter anderem durch eine Anpassung an die Pensionsreform. Es müssen innerhalb der letzten 25 Jahre vor dem Übertritt in die Altersteilzeitarbeit mindestens 15 Jahre arbeitslosenversicherungspflichtige Zeiten vorliegen, wobei Kinderbetreuungszeiten die Rahmenzeit verlängern.
Das früheste Antrittsalter ist fixiert mit fünf Jahren vor dem Regelpensionsalter, also mit 60 Jahren für Männer und 55 für Frauen.
Altersteilzeit können nur Personen antreten, die zuvor mindestens drei Monate im Betrieb in einem zeitlichen Ausmaß zwischen 60 % Teilzeit und Vollzeit beschäftigt waren. Die Arbeitszeit wird dann auf 40–60 % reduziert, entweder durch eine kontinuierliche Arbeitszeitverkürzung (z. B. 20 anstatt 40 Wochenstunden) oder durch 'Blockung' (eine Hälfte der ATZ weiter voll arbeiten, die andere Hälfte ist bezahlte Freizeit – verlegt also quasi den Ruhestand nach vorne). Die Beschäftigten erhalten einen Lohnausgleich in Höhe der Hälfte der Gehaltsdifferenz. Diese Aufwendungen (inkl. Beiträge zur Sozialversicherung) werden zunächst durch den Arbeitgeber getragen, dann aber vom AMS zur Hälfte oder zu 90 % ersetzt – abhängig davon, ob das Blockmodell oder kontinuierliche Arbeitszeitverkürzung vereinbart wird.
- Beim Blockmodell wird nur die Hälfte der zusätzlichen Aufwendungen dem Dienstgeber ersetzt. Auch muss spätestens bis zum Beginn der Freizeitphase eine Ersatzarbeitskraft bzw. ein Lehrling eingestellt werden, sonst muss vom Arbeitgeber dem AMS die Förderung zur Gänze zurückgezahlt werden.
- Bei kontinuierlicher Reduzierung der Arbeitszeit werden dem Dienstgeber 90 % der Mehrkosten ersetzt, die verpflichtende Einstellung einer Ersatzarbeitskraft entfällt.

Aufgrund von Übergangsregelungen im Pensionsrecht kann unter Umständen die Grenze von fünf Jahren maximaler Bezugsdauer von Altersteilzeit überschritten werden.
Die Beiträge zur Sozialversicherung werden während der ATZ in der gleichen Höhe wie zuvor entrichtet, und auch ein eventueller Abfertigungsanspruch wird auf Basis der vorherigen Normalarbeitszeit berechnet.